# Peter Bjur
Peter Bjur (født 2. februar 2000) er en dansk fodboldspiller, der spiller for Esbjerg fB. Han har repræsenteret flere danske landshold på ungdomsniveau. Han er søn af den tidligere Brøndby-spiller Ole Bjur.

## Baggrund
Peter Bjur er født i Rødovre, en forstad til København, den 2. februar 2000. Hans far, Ole Bjur, er tidligere professionel fodboldspiller, der både spillede for Brøndby IF og Danmarks fodboldlandshold. Hans onkel, Jan Bjur, er også tidligere professionel fodboldspiller.

## Klubkarriere
Bjur startede sin karriere i BK Avarta, hvor han startede med at spille fodbold som fem-årig. Her spillede han i en længere række år, inden han som U/15-spiller skiftede videre til B.93. Han fik sin seniordebut som 17-årig den 1. mats 2017, da han blev skiftet ind efter 35 minutter i et 3-0-nederlag ude til F.C. København i 16. delsfinalerne i DBU Pokalen 2016-17.

### Brøndby
Den 1. juli 2017 skiftede Bjur til Brøndby IF, hvor han skrev under på en treårig aftale og blev en del af klubbens U/17-hold.
Han fik sin førsteholdsdebut den 15. august 2019, da han blev skiftet ind i det 73. minut som erstatning for Simon Hedlund i en kamp mod den portugisiske klub Braga i play-off-runden til UEFA Europa League 2019-20 - en kamp, hvor han ydermere scorede et mål i det 85. minut. Få dage senere, den 18. august 2019, fik han også sin debut i Superligaen, da han blev skiftet ind i pausen mod AaB. Da sommertransfervinduet lukkede, forklarede klubbens sportsdirektør, Carsten V. Jensen, at klubben ikke ønskede at leje Bjur ud, selvom truppen blev betragtet som værende for stor. Den 13. december 2019 skrev han under på en treethalvtårig forlængelse af sin kontrakt, således parterne havde papir på hinanden frem til sommeren 2023.
Forud for 2020-21-sæsonen blev Bjur i flere træningskampe mod Næstved Boldklub, FC Helsingør, Odense Boldklub og den engelske klub Crystal Palace anvendt som venstre wingback. Om sit positionsskifte udtalte han, at "[d]et er selvfølgelig lidt en omvæltning at komme ned og spille på wingbacken. Men mange af de færdigheder, jeg tidligere har brugt på højre kant, er nogle af de samme ting, som går igen på wingbacken". Cheftræner Niels Frederiksen roste Bjurs præstationer på den nye position.
På den nye sæsons første kampdag den 13. september 2020 startede Bjur inde som venstre wingback i en 3-2-sejr hjemme over FC Nordsjælland. Da den tidligere startende backspiller Blás Riveros blev alvorligt knæskadet i november 2020, overtog Bjur positionen, men han blev dog også skadet i en kamp mod AGF den 7. december 2020.

## Landsholdskarriere
Bjur fik sin debut som landsholdsspiller under Dansk Boldspil-Union på U/17-landsholdet den 17. januar 2017 i en kamp mod Cypern, hvor han erstattede Peter Clement efter 55 minutter.

## Titler
Superligaen 2020-21 med Brøndby IF.